# Jaime II de Mallorca
Jaime II de Mallorca (Montpellier, 31 de mayo de 1243-Ciudad de Mallorca, 1311) fue el segundo hijo de Jaime I el Conquistador y de Violante de Hungría y reinó entre 1276 y 1311 con los títulos de rey de Mallorca, conde del Rosellón y de la Cerdaña y señor de Montpellier. Importante no confundir este monarca con su sobrino y coetáneo  Jaime II de Aragón el Justo.
Sus dominios comprendían el Reino de Mallorca; formado por las islas de Mallorca, Ibiza y Formentera, los condados de Rosellón y Cerdaña, el señorío de Montpellier, la baronía de Omeladès y el vizcondado de Carladès. Menorca, aún habitada por los musulmanes, le rendía vasallaje.
Estos territorios, muy dispersos, eran una parte muy pequeña en comparación con lo que le había tocado a su hermano mayor Pedro III el Grande tras el reparto testamentario de su padre.

## Reinado

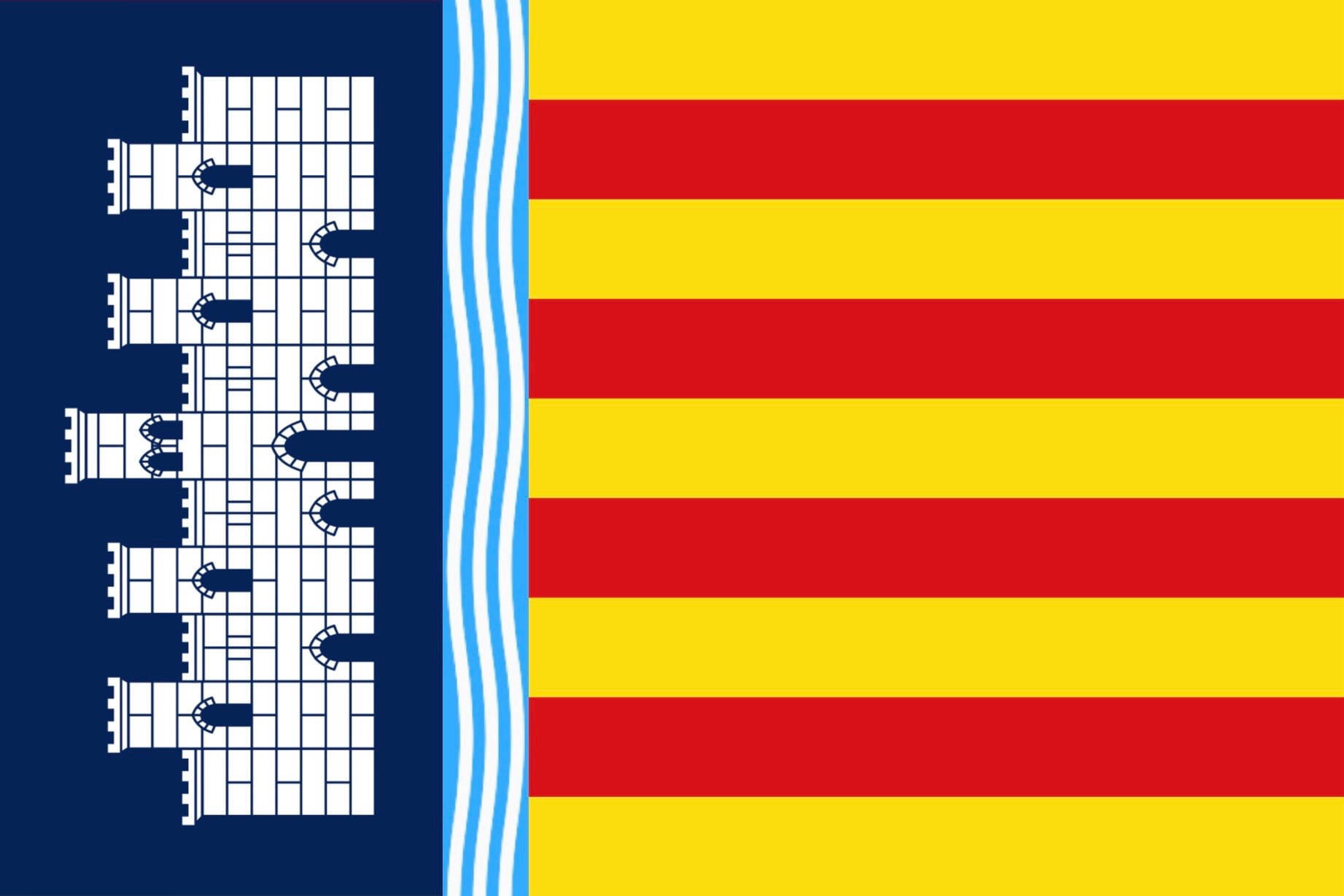
Bandera del Reino de Mallorca.

A la muerte de su padre, recibe el reino en plena libertad por voluntad paterna, según el último testamento de 1272, que dividía la Corona de Aragón en dos entidades jurídicamente independientes, representando el nacimiento de un nuevo reino dentro del contexto internacional bajo el amparo del papado.
El 12 de septiembre de 1276 juraba en la iglesia de Santa Eulalia las franquezas del reino e iniciaba su reinado como soberano independiente. Reinado entorpecido por su hermano Pedro III de Aragón que, mediante protesta secreta, no aceptaba el testamento paterno. Finalmente, ante la inoperancia del papado, se ve obligado a jurar (1279) en el convento de los Predicadores de Perpiñán, tras declarar ante un notario su disconformidad alegando la "potentia armorum" de su hermano, el pacto de vasallaje. Hecho que condicionaría durante toda la existencia del reino de Mallorca las relaciones entre ambos.
Tras la conquista de Sicilia por parte de Pedro III de Aragón, Jaime II se alió con el papa Martín IV y con Felipe III Capeto, rey de Francia, cuando éstos invaden Cataluña. Rechazada la invasión, tras la derrota de la flota francesa por la aragonesa comandada por el almirante Roger de Lauria en la batalla de Formigues (1285), los monarcas aragoneses inician la conquista de las Baleares (1285). Alfonso III el Franco de Aragón le arrebata Mallorca (1285) e Ibiza (1286), y Menorca (1287) a los musulmanes de forma definitiva (el soberano de Menorca era tributario desde 1231, primero de Jaime I y luego de Jaime II).
Las Baleares estarán bajo control de Aragón hasta 1295. Los territorios continentales del reino (los condados de Rosellón y Cerdaña, el señorío de Montpellier) permanecen en su poder durante todo su reinado.
El sucesor de Alfonso, Jaime II el Justo de Aragón, finalmente acepta la decisión del papa Bonifacio VIII (Tratado de Anagni, 1295) y devuelve todas las islas a Jaime II de Mallorca. Sin embargo, el rey aragonés consigue que el reino de Mallorca siga siendo vasallo del rey de Aragón, según las condiciones del tratado de 1279. Jaime de Mallorca sólo reconocería este vasallaje mediante el tratado de Argilers (1298).
Jaime II reinaría sobre las islas durante más de dos décadas y se esforzó en garantizar la viabilidad del reino. Impulsó una vasta política de colonización agraria, con la creación de nuevos núcleos poblacionales; incrementó las rentas reales; favoreció la creación de consulados en el Norte de África y en el reino de Granada; creó un nuevo sistema monetario para el reino; fomentó la creación de industrias textiles; procedió a incrementar el poder real sobre la nobleza y la Iglesia; e impulsó la construcción de palacios y castillos (palacios-castillos de Perpiñán y de Ciudad de Mallorca —La Almudaina—, catedral de esta última, castillo de Bellver). La apertura de proceso a los templarios y posterior supresión de la orden permitiría la incautación de las rentas de la Orden en las islas. También fue protector de Ramon Llull.

## Relación con Jaime I
El infante Jaime tendía a salir perdiendo frente a las ambiciones de su hermano Pedro, aunque su relación con su padre pareció ser buena. Se encasilló en las Baleares como forma de evitar conflictos con sus hermanos, pero aun así en el 1260 se le declaró heredero de los reinos de Mallorca, Montpellier, Cerdaña, Rosellón.
Hay acciones que dejan entrever la decisiva confianza que tenía Jaime I en su hijo, un ejemplo de ello es el que le cediera la regencia de los territorios que disponía a heredar mientras él estuviera en Tierra Santa para así evitar las pretensiones de sus hermanos o el hecho de que su padre le permitiera escoger esposa.

## Matrimonio y descendencia
Cosa poco frecuente en la época, su padre le dejó escoger esposa, y en 1265 se casa con Esclaramunda de Foix, hija de Roger IV, conde de Foix. De este matrimonio nacieron seis hijos:
- Jaime (1272-1302), que profesó como fraile franciscano.
- Sancho I de Mallorca (1276-1324), muerto sin descendencia y sepultado actualmente en la Catedral de Perpiñán.
- Fernando de Mallorca (1278-1316), cuyo hijo Jaime III de Mallorca sucedió a su hermano Sancho I de Mallorca.
- Isabel de Mallorca (1280-1301), que se casó con Don Juan Manuel, hijo del infante Manuel de Castilla y nieto de Fernando III de Castilla.
- Sancha de Mallorca (1285-Nápoles, 1345). Contrajo matrimonio con Roberto I de Nápoles, hijo de Carlos II de Sicilia. Sepultada en Santa Chiara de Nápoles, al igual que su esposo.
- Felipe de Mallorca (1288-1340). Regente de Mallorca entre 1324 y 1329.

Tuvo el rey Jaime II al parecer una sola hija ilegítima, Saura de Mallorca, hija de una dama conocida como Saura de Monreal.

## Sepultura
A su muerte, el cadáver de Jaime II de Mallorca recibió sepultura en la Capilla Real de la Catedral de Palma de Mallorca, y en el siglo XVIII, Carlos III ordenó que sus restos fueran depositados en un sepulcro colocado en el centro del templo, que hasta el momento de su sustitución causaba una mala impresión a los visitantes, por el mal gusto que lo caracterizaba. Era posible por el público en general abrir el sepulcro para ver directamente el cadáver del rey. Muchos aprovechaban para llevarse recuerdos como sus dientes, cabellos o trozos de piel. La reina Isabel II de España visitó el féretro y al verlo ordenó que se cubriese con una tapa de cristal para su protección y que se vistiera el cadáver con nuevas ropas para dignificarlo. 
Los restos del rey Jaime II de Mallorca reposan actualmente, desde el año 1947, después de numerosos traslados a lo largo de la historia dentro del mismo edificio, en un sepulcro de piedra de alabastro de estilo neogótico, en la Capilla de la Trinidad, en compañía de los restos de su nieto, el rey Jaime III de Mallorca, que se halla en otro sepulcro situado a su lado.
El sepulcro donde reposan los restos del rey es obra del artista catalán Frederic Marès, que también realizó el del nieto de Jaime II, Jaime III, situado en la misma capilla.
| Predecesor: Jaime I de Aragón | Rey de Mallorca 1276-1311 | Sucesor: Sancho I |